# セルビアサッカー協会
セルビアサッカー協会（セルビアサッカーきょうかい、セルビア語: Фудбалски савез Србије, セルビア・クロアチア語: Fudbalski savez Srbije, 英語: Football Association of Serbia）は、セルビアにおけるサッカーを統括する競技運営団体。国際サッカー連盟（FIFA）と欧州サッカー連盟（UEFA）に加盟している。